# Војислав Данчетовић
Војислав Данчетовић (Вучитрн, 1905 – 1974) био је српски и југословенски албанолог и универзитетски професор. Пионир је албанологије у Србији. Сакупљао је албанске народне песме, пословице, изреке и друго.

## Биографија
Дипломирао на романистици и српскохрватском језику и књижевности у Загребу.
Данчетовић је у Тирани 1947. издао Српскохрватско-албански речник. Написао је Књигу српскохрватског језика за ниже разреде гимназије и осмогодишњу школу 1953, Уџбеник за изучавање албанског језика 1954, Уџбеник за изучавање српскохрватског језика 1960, Граматику савременог албанског језика, Народне албанске песме Косова и Метохије 1952, Албанске народне пословице 1971, Историју албанске књижевности и Епску народну поезију Албанаца.
Предавао је албански језик и књижевност и био шеф катедре за албанологију на Филолошком факултету Универзитета у Београду. Снадбео је грађом и књигама на албанском језику Филолошки факултет.
Аутор је више радова о истакнутим албанским писцима и песницима Миђенију, Чајупију, Ђерћекуу, Мекуљију. Данчетовић је проучавао улогу жене у крвној освети код Албанаца и друге обичаје.
Ја сам Вук Караџић за Шиптаре на Косову!, изјавио је о свом раду. Тада Назив Шиптар није имао негативне конотације.